# دانشگاه اوورا
دانشگاه اوورا (به پرتغالی: Universidade de Évora) دانشگاهی دولتی در اوورا، پرتغال و همچنین دومین دانشگاه قدیمی این کشور است که سال ۱۵۵۹ توسط انریکه یکم تاسیس شد. با توجه به اینکه دانشگاه توسط انجمن عیسی اداره میشد، پس از جریان سرکوب شدید یسوعیان توسط سباستین خوزه، دانشگاه اوورا در سال ۱۷۷۹ برای همیشه تعطیل شد و استادان آن زندانی یا تبعید شدند.
در سال ۱۹۷۳ موسسه دانشگاهی اوورا (به پرتغالی: Instituto Universitário de Évora)،‌ با حکم وزیر آموزش و پرورش وقت،‌ خوزه ویگا سیمائو و در محل دانشگاه سابق بازگشایی شد. این امر در جهت پیشبرد سیاست‌های آموزشی اوایل دهه ۱۹۷۰ برای تغییر نظام آموزش در کشور پرتغال بود. همچنین شش سال بعد،‌ نام آن به دانشگاه اوورا تغییر پیدا کرد.

## تاریخچه
دانشگاه اوورا، دومین دانشگاه قدیمی پرتغال، در قرن شانزدهم میلادی توسط انریکه یکم -اسقف اعظم اوورا و پادشاه آینده پرتغال- و همچنین پاپ پل چهارم تاسیس شده و نظارت اداری آن نیز به انجمن عیسی سپرده شد. این اقدام را بخشی از سیاست‌های انریکه یکم برای جذب یسوعیان به پادشاهی پرتغال می‌دانستند.
کالج یسوعی در اوورا بین سال‌های ۱۵۵۹ تا ۱۷۵۹ فعالیت می‌کرد تا اینکه در تاریخ ۸ فوریه ۱۷۵۹، توسط نیروهای سواره‌نظام محاصره شد و در نتیجه یسوعیان به دستور وزیر پادشاهی،‌ سباستین خوزه، تبعید یا زندانی شدند.
دانشگاه اوورا در سال ۱۹۷۳ به عنوان یک دانشگاه دولتی فعالیت خود را از سر گرفت. مدرک فارغ‌التحصیلی نیز در یک کلیسای کوچک قرن هجدهمی به نام سالا دوس آکتوس (بازسازی شده در سال ۱۹۷۳) اعطا می‌شود.